# Brederode (vlaggenschip)

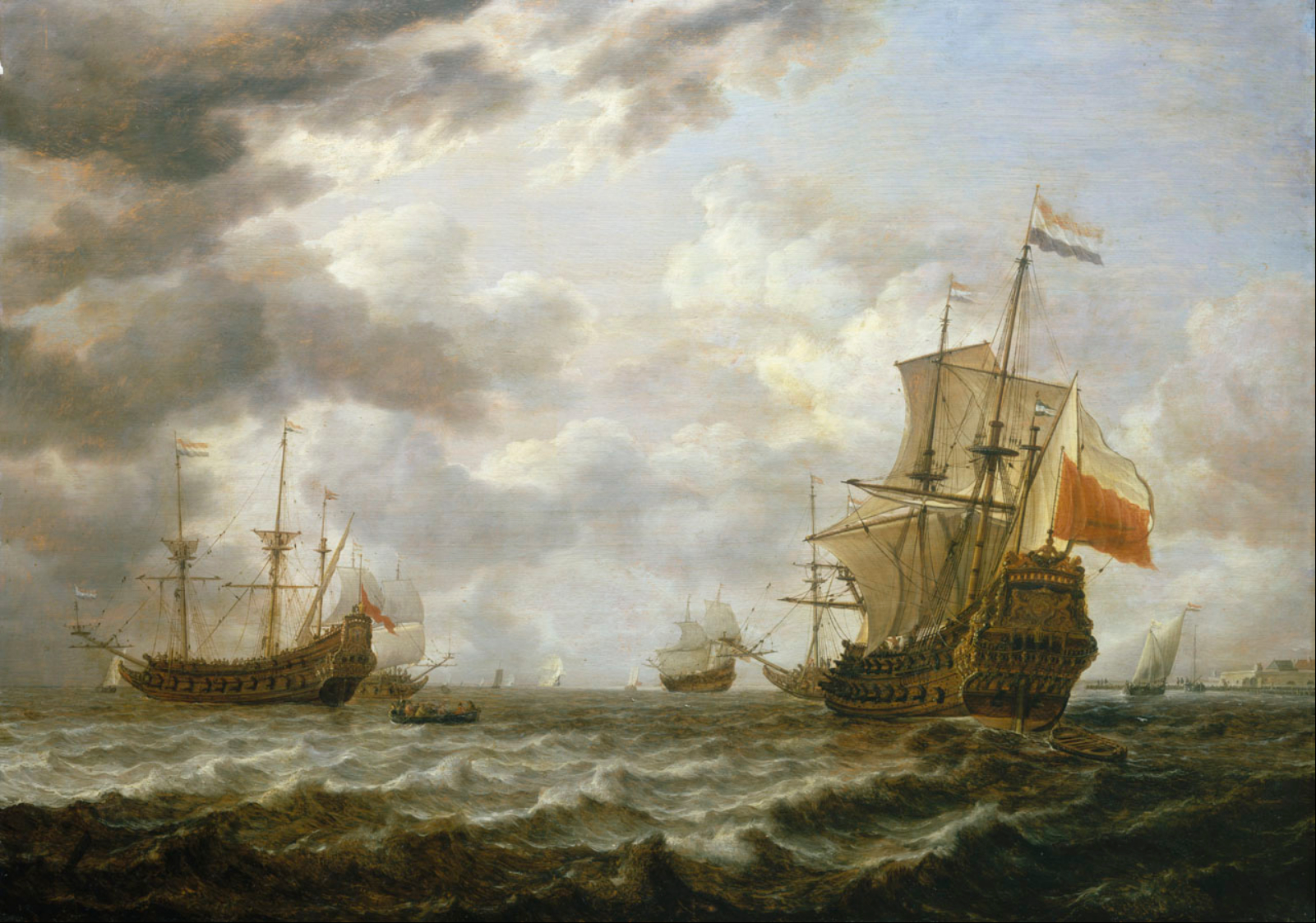
De Brederode voor Hellevoetsluis door Simon de Vlieger.

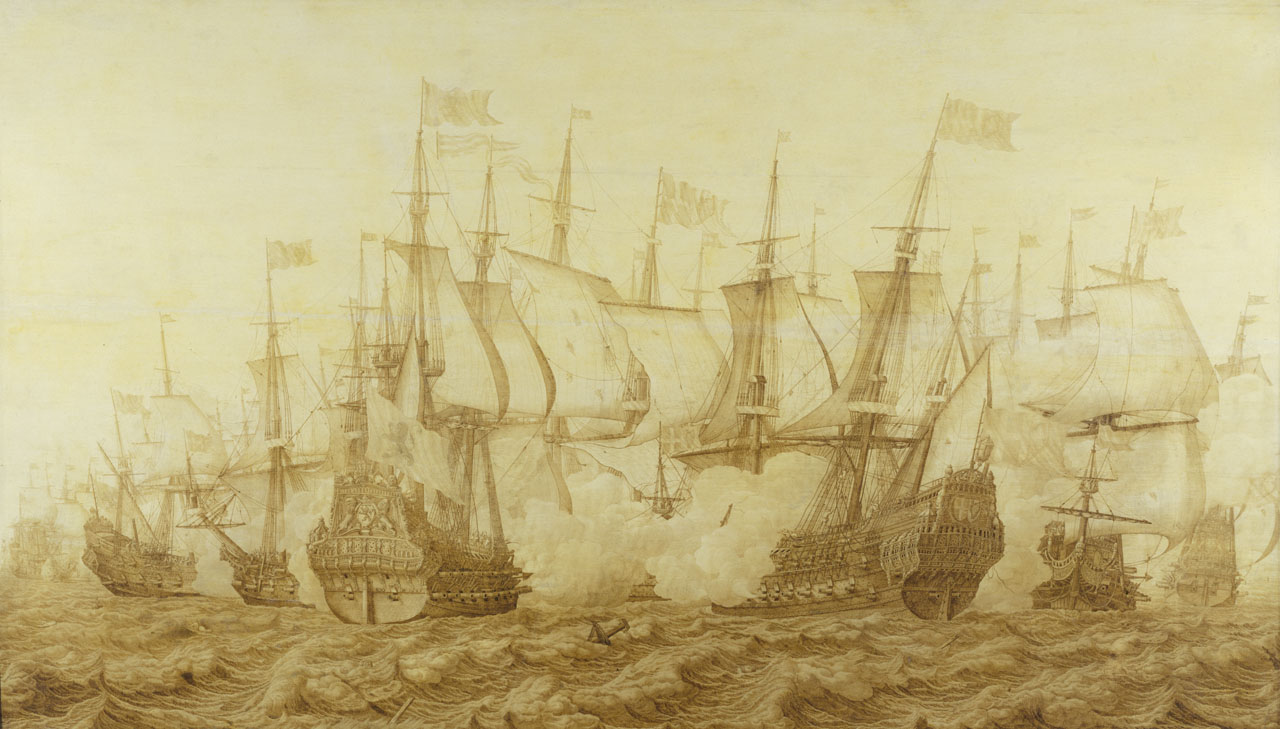
Deze tekening van Heerman Witmont toont de Brederode, rechts met de Statenvlag in top, tijdens de Zeeslag bij Nieuwpoort in duel met de Resolution, de toenmalige naam van HMS Prince Royal

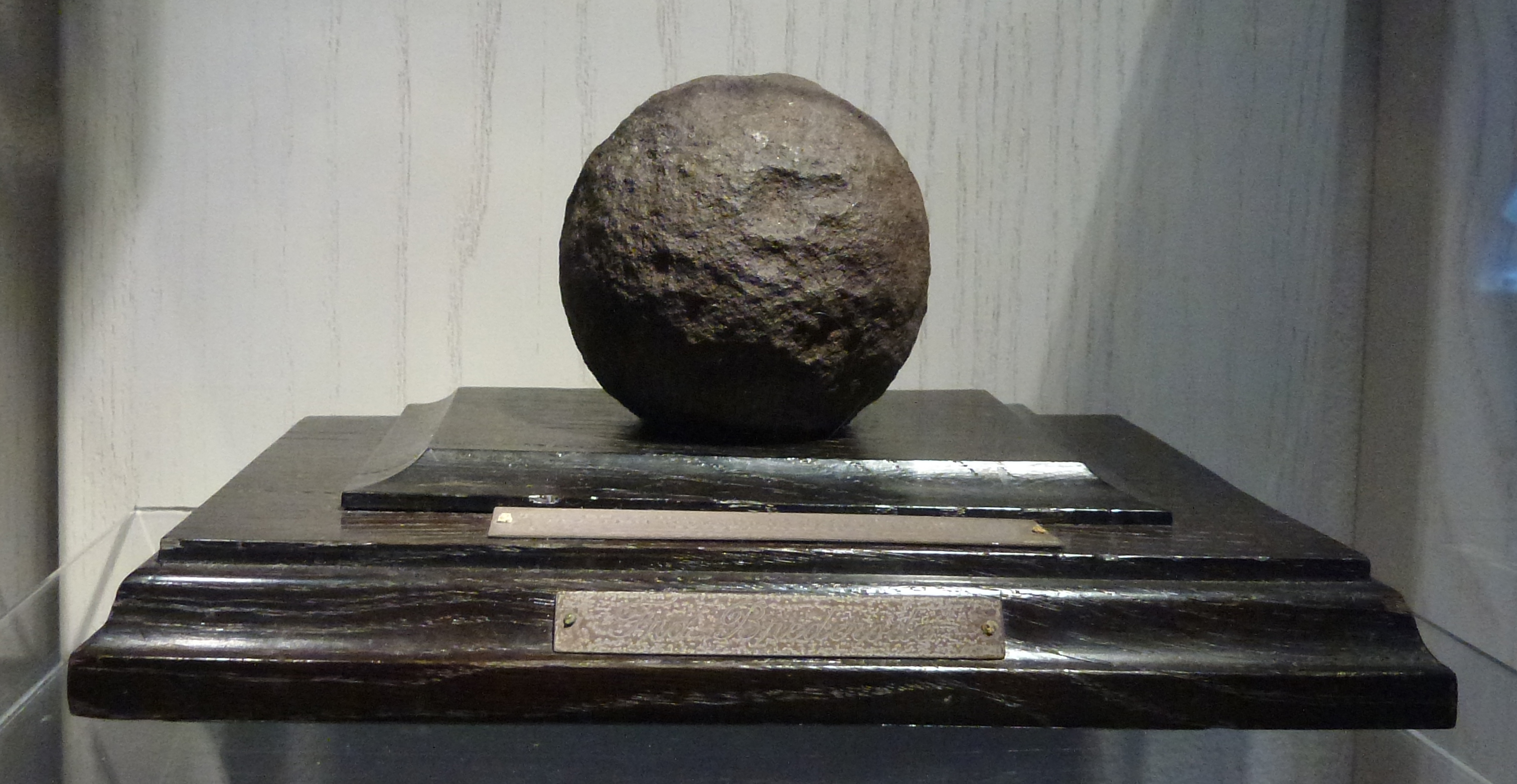
Vierponds ijzeren kogel afkomstig van de Brederode

De Brederode was het vlaggenschip van luitenant-admiraal Maarten Tromp waarop hij in 1653 sneuvelde tijdens de Slag bij Ter Heijde. In 1658 ging het schip van de gesneuvelde viceadmiraal Witte de With tijdens de Slag in de Sont ten onder.

## De bouw
De Brederode liep van stapel in 1644 en was een ontwerp van de Rotterdamse scheepsbouwer Jan Salomonsz van den Tempel. Het schip werd vernoemd naar Johan Wolfert van Brederode, een zwager van stadhouder Frederik Hendrik. De Brederode zou zowel voor de Rotterdamse Admiraliteit van de Maze, als voor de Staatse vloot uitkomen.
De Brederode was qua afmetingen vrijwel identiek aan de Aemilia, het voorgaande vlaggenschip van Tromp. Vermoedelijk zullen de verschillen vooral zijn geweest in de vorm van het galjoen en de versieringen aan de spiegel. De lengte was ongeveer 42 meter, de breedte acht meter, het vrijboord 4,2 meter en de diepgang vijf meter; de opgegeven dimensies bedroegen 132 bij 32 bij 13,5 Rijnlandse voet. Het volume werd in de zeventiende eeuw aangegeven als driehonderd last. Het had een waterverplaatsing van 800 ton en het had tussen de 53 en 59 kanonnen. De Brederode had in 1652 de volgende bewapening: vier 36-ponders, twaalf 24-ponders, acht 18-ponders, twintig 12-ponders, tien 6-ponders, vier 4-ponders, waarbij de zwaarste en gevaarlijkste kanonnen op de onderste geschutsrij lagen, de vier 36-ponds jacht- en hekstukken in de voor- en achterkant. Deze bewapening komt overeen met die van de Aemilia nadat Tromp deze had vergroot ten opzichte van de oorspronkelijke 46 stukken. De bemanning van de Brederode bedroeg ongeveer 270 man.

## In actie
De Brederode deed mee aan de Slag bij Dover op 28 mei 1652. Op 8 oktober 1652 aan de Slag bij de Hoofden. Op 10 december 1652 aan de Slag bij de Singels. Op 28 februari 1653 aan de Driedaagse Zeeslag. Op 12 juni 1653 aan de Zeeslag bij Nieuwpoort. Op 10 augustus 1653 aan de Slag bij Ter Heijde. En op 8 november 1658 aan de Slag in de Sont waar het schip zou zinken.

## Wrak
Hoewel de Brederode in ondiep water lag, was lichten destijds niet mogelijk. Wel werden in 1660 diverse onderdelen, onder meer 26 stukken geschut, geborgen. In de loop der jaren werd er een enkele keer iets opgevist of opgedoken. In 1907 woonde een delegatie van de Deense marine in Nederland de viering van de 300e geboortedag van Michiel de Ruyter bij. Toen werd de wens uitgesproken een onderzoek naar de Brederode in te stellen. De Denen lokaliseerden het jaar daarop het wrak en haalden weer het een en ander boven water. Een ijzeren kanon werd in 1909 door de Deense regering aan Nederland geschonken. Na een kort verblijf in het Rijksmuseum te Amsterdam werd het kanon in 1911 in bruikleen gegeven aan Den Briel. In jaren vijftig waren er plannen het wrak te lichten en te conserveren. Er werden voorbereidende werkzaamheden uitgevoerd, waarbij bleek dat het wrak in tweeën was gebroken. Uiteindelijk werd het niet gelicht. De Nederlandse marine ontving een stuk eikenhout van het schip versierd met een kanonskogel.
Aeolus · Aemilia · Brederode · Prins Willem · Eendragt · Groot Hollandia · Hollandia · Zeven Provinciën · Gouden Leeuw · Beschermer